# Royal National Theatre
Royal National Theatre, comumente conhecido como National Theatre (NT), é uma das três companhias de teatro mais importantes do Reino Unido, ao lado da Royal Shakespeare Company e da Royal Opera House. Localizada em Londres, foi criada em 1963 e seu primeiro diretor foi Laurence Olivier. Internacionalmente, é conhecido como o Teatro Nacional da Grã-Bretanha.